# Theodor Zuleger
Theodor Zuleger (28. prosince 1858 Louka (Grün)
 – 16. dubna 1929 Chomutov) ,byl sudetoněmecký politik z Čech, za Rakouska-Uherska jeden ze zakladatelů německého agrárního hnutí v českých zemích, po vzniku Československa senátor Národního shromáždění ČSR za Německý svaz zemědělců (BdL).

## Biografie
Pocházel ze staré německé rolnické rodiny. Studoval na státním gymnáziu v Plzni a na rolnické škole v Kadani. Pak působil jako rolník a ve věku 23 let převzal hospodářskou usedlost v obci Libočany na Žatecku. V roce 1883 byl v této obci zvolen starostou a téhož roku se stal i členem žateckého okresního zastupitelstva. Později byl náměstkem okresního starosty. Byl aktivní v četných regionálních spolcích. Podporoval zemědělské družstevnictví. Byl například členem místní a okresní školní rady a členem výboru svazu pěstitelů chmele a známkovny chmele v Žatci. Později byl například předsedou kuratoria vyšší hospodářské školy v Kadani. V roce 1901 byl za okresy Žatec, Postoloprty, Kadaň, Doupov, Podbořany a Jesenice zvolen na Český zemský sněm. Roku 1900 se stal delegátem německého odboru české zemědělské rady za žatecký okres, přičemž v roce 1903 se stal místopředsedou a později i předsedou tohoto odboru. Funkci zastával až do své smrti.
Počátkem 20. století patřil spolu s Franzem Peschkou k zakladatelům a předákům Německé agrární strany, která byla založena roku 1905 jako politická platforma agrárního hnutí mezi německojazyčným obyvatelstvem v českých zemích a obecněji v Předlitavsku.
V roce 1905 se stal i poslancem Říšské rady (celostátní parlament), kde reprezentoval kurii venkovských obcí, obvod Karlovy Vary, Jáchymov, Kadaň atd. Nastoupil 28. listopadu 1905 místo Franze Kliemanna. Mandát obhájil ve volbách do Říšské rady roku 1907 konaných již podle rovného volebního práva, tedy bez kurií. Zvolen byl za okrsek Čechy 114. Usedl do poslaneckého klubu Německý národní svaz (Deutscher Nationalverband), v jehož rámci patřil k Německé agrární straně. Ve vídeňském parlamentu setrval do konce funkčního období sněmovny, tedy do roku 1911.
V politickém životě se udržel i po vzniku Československa. V parlamentních volbách v roce 1920 získal senátorské křeslo v Národním shromáždění. Mandát obhájil v parlamentních volbách v roce 1925. Senátorem byl do své smrti roku 1929. Pak ho nahradil Robert Stöhr. Profesí byl presidentem německého odboru zemědělské rady, bytem v Libočanech, okres Žatec. V roce 1932 byla jeho osobnost připomenuta reliéfem na památníku českých chmelařů, který byl onoho roku odhalen na Chmelařském náměstí v Žatci.